# Sonning Backwater Bridges
Die Sonning Backwater Bridges sind zwei Straßenbrücken über zwei Arme der Themse bei Sonning Eye in Oxfordshire, England. Sie wurden 1986 gebaut, um eine ältere Holzkonstruktion zu ersetzen. Die Brücken überqueren das Sonning Backwater und den Mühlkanal und schließen die historische Sonning Bridge, die den Ort Sonning von der Flussseite in Berkshire mit Sonning Eye verbindet, an.
Die modernen Brücken ersetzen eine hölzerne Konstruktion, über die Anfang des 20. Jh. geklagt wurde, dass Lokomobile sie gefährden würden und die Ruhe stören würden. Die B478, die über die Brücke führt ist die meistbefahrene B road in Oxfordshire, da sie die einzige Möglichkeit für Fahrzeuge ist, die Themse zwischen Henley-on-Thames und Reading zu überqueren.
Die Brücken werden gelegentlich überflutet und für den Verkehr geschlossen, wenn die Themse extremes Hochwasser führt.